# Thury, Yonne
Thury är en kommun i departementet Yonne i regionen Bourgogne-Franche-Comté i norra Frankrike. Kommunen ligger i kantonen Saint-Sauveur-en-Puisaye som tillhör arrondissementet Auxerre. År 2022 hade Thury 426 invånare.

## Befolkningsutveckling
Antalet invånare i kommunen Thury
| Referens: INSEE |